# Keep Your Hands Off My Baby
Keep Your Hands Off My Baby è una canzone scritta da Gerry Goffin e Carole King. È stata registrata da numerosi artisti, fra cui Little Eva, la quale ha pubblicato come singolo, con al lato B Where Do I Go?, il brano nel 1962; il 45 giri è arrivato al dodicesimo posto sulla classifica Billboard Hot 100 ed al sesto nella R&B Singles nel 1962. Altri artisti che hanno registrato la canzone sono stati i Beatles, Kirsty MacColl, Helen Shaprio, Lindisfarne, Skeeter Davis, i Trashmen e Wayne Fontana.

## La versione dei Beatles
I Beatles registrarono il brano il 22 gennaio 1963 al BBC Playhouse Theatre di Londra per lo show Saturday Club; il produttore del nastro era Bernie Andrews. Questa registrazione è stata inclusa nell'album Live at the BBC del 1994, diventando la prima canzone in ordine di registrazione ad apparire sul disco. George Harrison ha ipotizzato che la canzone possa essere stata incisa per Please Please Me, ed il New Musical Express riportò, il 22 febbraio 1963, la registrazione del pezzo; anche se questo non avvenne, Keep Your Hands Off My Baby venne tenuta in forte considerazione per l'LP. La band l'aveva già interpretata dal vivo varie volte, e la tornò ad interpretare nel loro primo tour britannico.

### Formazione
- John Lennon: voce, chitarra ritmica
- Paul McCartney: cori, basso elettrico
- George Harrison: cori, chitarra solista
- Ringo Starr: batteria[1]